# Camponotus larvigerus
Camponotus larvigerus är en myrart som beskrevs av Wheeler och Mann 1914. Camponotus larvigerus ingår i släktet hästmyror, och familjen myror.

## Underarter
Arten delas in i följande underarter:
- C. l. larvigerus
- C. l. maculifrons